# Eleccions legislatives eslovenes de 2014
Les Eleccions legislatives eslovenes de 2014 se celebraren el 13 de juliol de 2014 per a renovar els 90 membres de l'Assemblea Nacional d'Eslovènia. Tres nous partits van obtenir representació a l'Assemblea Nacional, entre ells el guanyador Partit del Centre Modern, que va aconseguir més del 34% dels vots i 36 escons. Per altra banda, fins a tres partits van perdre tots els seus escons: el Partit Popular Eslovè, la Llista Cívica i Eslovènia Positiva, que va guanyar les anteriors eleccions.

## Resultats
|                         |                                             |                               |                               |         |     |  |  |
| Partit                  | Partit                                      | Vots                          | %                             | Escons  | +/- |  |  |
|                         | Partit del Centre Modern (SMC)              | 301.563                       | 34,49                         | 36 / 90 | 36  |  |  |
|                         | Partit Democràtic Eslovè (SDS)              | 181.052                       | 20,71                         | 21 / 90 | 5   |  |  |
|                         | Partit Democràtic dels Pensionistes (DeSUS) | 88.968                        | 10,18                         | 10 / 90 | 4   |  |  |
|                         | Socialdemòcrates (SD)                       | 52.249                        | 5,98                          | 6 / 90  | 4   |  |  |
|                         | Esquerra Unida (ZL)                         | 52.189                        | 5,97                          | 6 / 90  | 6   |  |  |
|                         | Nova Eslovènia (NSi)                        | 48.846                        | 5,59                          | 5 / 90  | 1   |  |  |
|                         | Partit d'Alenka Bratušek (ZaAB)             | 38.293                        | 4,38                          | 4 / 90  | 4   |  |  |
|                         | Partit Popular Eslovè (SLS)                 | 34.548                        | 3,95                          | 0       | 6   |  |  |
|                         | Eslovènia Positiva (PS)                     | 25.975                        | 2,97                          | 0       | 28  |  |  |
|                         | Partit Nacional Eslovè (SNS)                | 19.218                        | 2,20                          | 0       | =   |  |  |
|                         | Partit Pirata (PSS)                         | 11.737                        | 1,34                          | 0       | =   |  |  |
|                         | Verjamem                                    | 6.800                         | 0,78                          | 0       | =   |  |  |
|                         | Llista Cívica (DL)                          | 5.556                         | 0,64                          | 0       | 8   |  |  |
|                         | Verds d'Eslovènia (Zeleni)                  | 4.629                         | 0,53                          | 0       | =   |  |  |
|                         | Altres                                      | 2.668                         | 0,31                          | 0       | -   |  |  |
|                         | Minories hongaresa i italiana               | Minories hongaresa i italiana | Minories hongaresa i italiana | 2 / 90  | =   |  |  |
|                         |                                             |                               |                               |         |     |  |  |
| Vots vàlids             | Vots vàlids                                 | 874.291                       | 98,69                         |         |     |  |  |
| Vots blancs i invàlids  | Vots blancs i invàlids                      | 11.569                        | 1,31                          |         |     |  |  |
| Total                   | Total                                       | 885.860                       | 100                           | 90      | =   |  |  |
| Abstencions             | Abstencions                                 | 827.207                       | 48,29                         |         |     |  |  |
| Inscrits / participació | Inscrits / participació                     | 1.713.067                     | 51,71                         |         |     |  |  |